# Мехмет Эсад-эфенди
Мехмет Эсад-эфенди (осман. محمد اسعد افندی‎) — османский историк первой половины XIX века.
Автор панегирика султану Махмуду II, восхвалявшего уничтожение янычар последним. Это сочинение — «Основание победы» (осман. اس ظفر‎, Üss-i Zafer) — считалось в Османской империи образцовым; на самом деле оно полно сильнейших преувеличений: Махмуд сравнивается с Александром Великим и т. п. Выдержка из текста содержится во французском переводе в «L’Univers: Turquie» (Paris, 1853).